# Invincible (Schiff, 1909)
HMS Invincible (dt. „Unbesiegbar“) war ein Schlachtkreuzer der Royal Navy. Es war das fünfte Schiff dieses Namens und Typschiff der drei Schiffe umfassenden Invincible-Klasse. Mit der Invincible wurde ein neuer Typ von Großkampfschiffen geschaffen.

## Geschichte
Die HMS Invincible wurde am 2. April 1906 von Sir W.G. Armstrong-Whitworth & Co., Ltd. in Elswick auf Kiel gelegt, am 13. April 1907 vom Stapel gelassen und am 16. März 1909 fertig gestellt. Am 20. März 1909 wurde sie für den Einsatz im 1. Kreuzergeschwader der Home Fleet in Dienst gestellt. Am 12. Juni 1909 nahm sie an der Flottenschau in Spithead und am 16. Juli in Southend teil. Vom 17. August 1909 bis zum 17. Januar wurde das Schiff überholt. Am 17. März 1913 kollidierte sie in der Stokes Bay mit dem britischen U-Boot C34. Im August 1913 wurde die Invincible der Mittelmeerflotte zugeteilt. Im Dezember 1913 kehrte sie in die Heimat zurück, wo sie nach ihrer Ankunft in Portsmouth für eine Überholung ausgemustert wurde.

### Erster Weltkrieg
Nach dem Abschluss der Arbeiten wurde die Invincible am 12. August als Flaggschiff des 2. Schlachtkreuzergeschwaders unter dem Kommando von Konteradmiral Archibald Gordon Moore wieder in Dienst gestellt.

#### Seegefecht bei Helgoland
→ Hauptartikel: Seegefecht bei Helgoland (1914)
Am 28. August 1914 nahm das Schiff am Seegefecht bei Helgoland teil.

#### Seegefecht bei den Falklandinseln
→ Hauptartikel: Seegefecht bei den Falklandinseln
Am 8. Dezember 1914 war die Invincible beim Seegefecht bei den Falklandinseln das Flaggschiff des britischen Vizeadmirals Doveton Sturdee. Mit ihrer weit überlegenen Feuerkraft gelang es den britischen Einheiten, das Ostasiengeschwader des deutschen Vizeadmirals Maximilian Graf Spee weitgehend zu vernichten. Der später mit dem Victoria-Kreuz dekorierte Edward Barry Bingham kommandierte dabei den Geschützturm A, der die ersten Schüsse auf die deutschen Panzerkreuzer abgab.
Während der Schlacht war auch die Invincible empfindlich getroffen worden, wenngleich nur ein einziges Besatzungsmitglied dabei ums Leben kam. Unter anderem waren mehrere Abteilungen geflutet worden, und das Schiff bekam nach einem Treffer auf die Wasserlinie eine Schlagseite von 15°.
Nach der Schlacht wurden zunächst notdürftige Reparaturen in Port Stanley vorgenommen, aber die erlittenen Schäden machten einen einmonatigen Reparaturaufenthalt im Trockendock von Gibraltar nötig. Bei dieser Gelegenheit wurde auch der vordere Schornstein um gut 4 Meter erhöht, um die Sicht zu verbessern. Am 15. Februar kehrte die Invincible nach England zurück, wo sie eine Woche später, am 21. Februar 1915, dem 3. Schlachtkreuzergeschwader unter Konteradmiral Horace Hood zugeteilt wurde.

#### Skagerrakschlacht
In dem Versuch, einen Teil der Grand Fleet aus ihren Häfen zu locken und zu vernichten, verließ die deutsche Hochseeflotte, bestehend aus 16 Schlachtschiffen, 6 Einheitslinienschiffen und weiteren Schiffen, am frühen Morgen des 31. Mai Wilhelmshaven. Der Plan sah vor, dass Vizeadmiral Franz Hipper mit den Schlachtkreuzern der 1. und den leichten Kreuzern der 2. Aufklärungsgruppe Wilhelmshaven verließ und nach Norden außer Sichtweite der dänischen Küste vorstieß. Dort sollte er durch Angriffe auf die Küstenstädte ein Auslaufen von britischen Schiffen provozieren und sie in die Richtung der Hochseeflotte locken. Die nachrichtendienstliche Abteilung der britischen Admiralität Room 40 hatte den deutschen Funkverkehr mit den Operationsplänen abgefangen und entschlüsselt. Daraufhin befahl die Admiralität Jellicoe und Beatty, noch in der Nacht mit der Grand Fleet von Scapa Flow, Cromarty und Rosyth auszulaufen, um die Hochseeflotte abzuschneiden und zu vernichten.

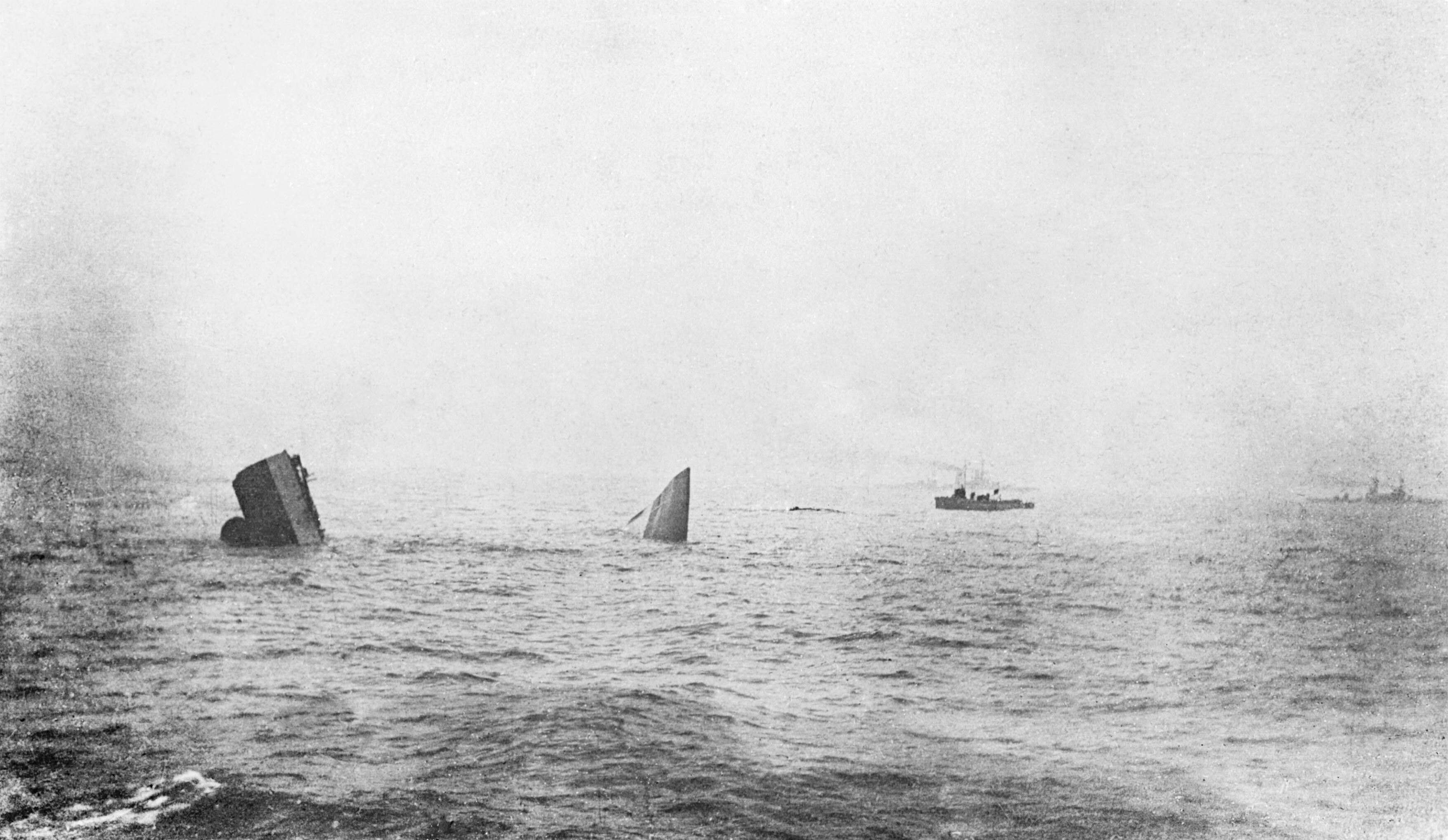
Bug und Heck der auseinandergebrochenen Invincible kurz vor ihrem Untergang

Bereits zu Beginn der sich daraufhin entwickelnden Schlacht erhielt die Invincible von dem deutschen Schlachtkreuzer Lützow einen Treffer durch schwere Artillerie in Turm „Q“, worauf sie explodierte und in zwei Teile zerbrach. Mit ihr gingen 1026 Mann ihrer Besatzung unter, darunter auch Admiral Hood. Es gab nur sechs Überlebende, einer davon war der Feuerleitoffizier, Commander (Fregattenkapitän) Hubert Edward Dannreuther (1880–1977), der Sohn des deutsch-britischen Dirigenten Edward Dannreuther; er und zwei weitere der Überlebenden hatten sich während der Katastrophe im vorderen Mastkorb befunden. Dannreuther wurde später Kapitän eines Flugzeugträgers und beendete seine Karriere als Rear Admiral (Konteradmiral).
Das Wrack des Schlachtkreuzers wurde 1919 durch einen Minensucher auf der Position 57° 2′ 24″ N, 6° 7′ 9″ O in etwa 60 Metern Wassertiefe lokalisiert. Seit den 1990er-Jahren wurde es mehrfach betaucht und sein Zustand untersucht. Die beiden Rumpfteile liegen nebeneinander, das Heck steht aufrecht. Der Geschützturm „Y“ ist noch weitgehend intakt, seine Kanonen sind noch auf die Steuerbordseite feindwärts gerichtet. Insgesamt ist die Invincible jedoch sehr stark zerstört und zerfällt weiter. Zwischen 1990 und 2000 ist der Rumpf etwa drei bis vier Meter in sich zusammengefallen.
Seit dem 31. Mai 2006, dem 90. Jahrestag der Schlacht, sind die Überreste des Schlachtkreuzers durch den britischen „Protection of Military Remains Act“ von 1986 als „Protected Place“ geschützt. Es darf zwar von außen durch Taucher betrachtet werden, das Eindringen, das Sammeln von Souvenirs oder Bergungsarbeiten sind jedoch verboten.

## Technik

### Schiffsmaße
Die Invincible hatte eine Gesamtlänge von 172,80 m, eine Länge zwischen den Loten von 161,50 und eine Breite von 23,90 m. Das Schiff hatten einen Freibord von 9,14 m vorn 6,70 mittschiffs und achtern 5, 23 m. Der Tiefgang lag zwischen 7,90 m und 9,10 m und die Verdrängung lag zwischen 17.420 tn.l. und 20.135 tn.l.

### Antrieb
Die Invincible war mit vier Parsonsturbinen ausgestattet, die jeweils eine Welle antrieben und insgesamt 41.000 Shp (30.155 kW) entwickelten, mit der sie eine Höchstgeschwindigkeit von 25,5 Knoten (47 km/h) erreichte. Der Dampf wurde von 31 Yarrow-Wasserrohrkesseln geliefert. Das Schiff konnte maximal 3.085 tn.l. Kohle bzw. 7.25 tn.l. Heizöl mitführen, was ihm bei 10 Knoten (19 km/h) eine Reichweite von 3090 Seemeilen (5.720 km) ermöglichte. Die Besatzung des Schiffes bestand aus 784 Offizieren und Mannschaft.

### Bewaffnung

#### Hauptbewaffnung
Die Hauptbewaffnung bestand aus acht 305-mm-Kanonen in vier Zwillingsgeschütztürmen vor und hinter den Aufbauten sowie als leicht versetzte Flügeltürme mittschiffs. Die Geschütze in den Türmen vor und hinter den Aufbauten waren auf Mk-BVIII-Lafetten und die vier restlichen auf BX-Lafetten montiert. Alle Lafetten hatten ein Gewicht von 450 bis 500 tn.l. Die 13 m langen Geschütze hatten einen Seitenrichtbereich von 300 Grad. Die Kanonen selbst wogen 58.626 kg und hatten bei einer maximalen Elevation von 13,5° und einer Mündungsgeschwindigkeit von 831 m/s eine Reichweite von 15.040 m. Sie verschossen 386 kg schwere Granaten mit einer Kadenz von etwa 1,5 Schuss pro Minute. Die Erhöhung und Absenkung der Rohre erfolgte mit einer Geschwindigkeit von 3 Grad pro Sekunde.

#### Sekundärbewaffnung
Die Sekundärbewaffnung bestand aus sechzehn 102-mm-Schnellfeuergeschützen in PI*-Einzellafetten in den vorderen und hinteren Aufbauten. Die 4 m langen Geschütze hatten einen Seitenrichtbereich von 360 Grad. Die Kanonen selbst wogen 1339 kg und hatten bei einer maximalen Elevation von 20° und einer Mündungsgeschwindigkeit von 722 m/s eine Reichweite von 8.780 m. Sie verschossen 11 kg schwere Granaten mit einer Kadenz von rund 10 Schuss pro Minute.

#### Torpedos
Die Schiffe waren jeweils mit fünf 457-mm-Torpedorohren unter der Wasserlinie ausgestattet. Zwei befanden sich an Back- und Steuerbord, ein weiteres am Heck.

### Feuerleitung
Die Schiffe der Invincible-Klasse waren mit 2,7-m-Entfernungsmessern von Barr and Stroud auf den Artillerieleitständen ausgestattet, deren Daten von einem Dumaresq-Analogrechner ausgewertet wurden. Die so ermittelten Daten für Entfernung und Vorhalt wurden zu Anzeigen in den Geschütztürmen übermittelt.

### Panzerung
Die Schiffe der Invincible-Klasse hatten einen Panzergürtel aus Krupp-Zementstahl, der sich über die gesamte Länge des Schiffs erstreckte. Er hatte eine Breite von 2,22 m über und 1,17 m unter der Wasserlinie. Der Hauptpanzergürtel war mittschiffs 152 mm dick und erstreckte sich von Barbette „A“ bis Barbette „X“. Zusammen mit 178 mm starken Querschotten vorn und 152 mm achtern bildete er die gepanzerte Zitadelle. Davor und dahinter verjüngte er sich auf 102 mm. Die Geschütztürme waren rundherum mit 178 mm gepanzert und hatten ein 76 mm dickes Dach. Die darunter liegenden Barbetten waren 178 mm dick. Die Panzerung des vorderen Kommandoturms war zwischen 178 und 254 mm dick und hatte ein 50 mm dickes Dach. Der hintere Kommandoturm war rundherum mit 152 mm gepanzert und hatte ebenfalls ein 50 mm dickes Dach. Der horizontale Schutz bestand aus zwei gepanzerten Decks mit einer Dicke von 25 bis 68 mm.